# コディアック
コディアック（英語：Kodiak、ロシア語：Кадьяк）は、アメリカ合衆国アラスカ州のコディアックアイランド郡にある都市。ロシア領アメリカの入植地として設立された。現在はアメリカ合衆国沿岸警備隊最大の基地やロケット打上げ基地が存在する。

## 地理
コディアック市はコディアック島北東部に位置し、座標は北緯57度47分35秒、西経152度23分39秒である。アメリカ合衆国国勢調査局によると、市の総面積は12.6平方キロメートルであり、その内9.0平方キロメートルを陸地が占めている。

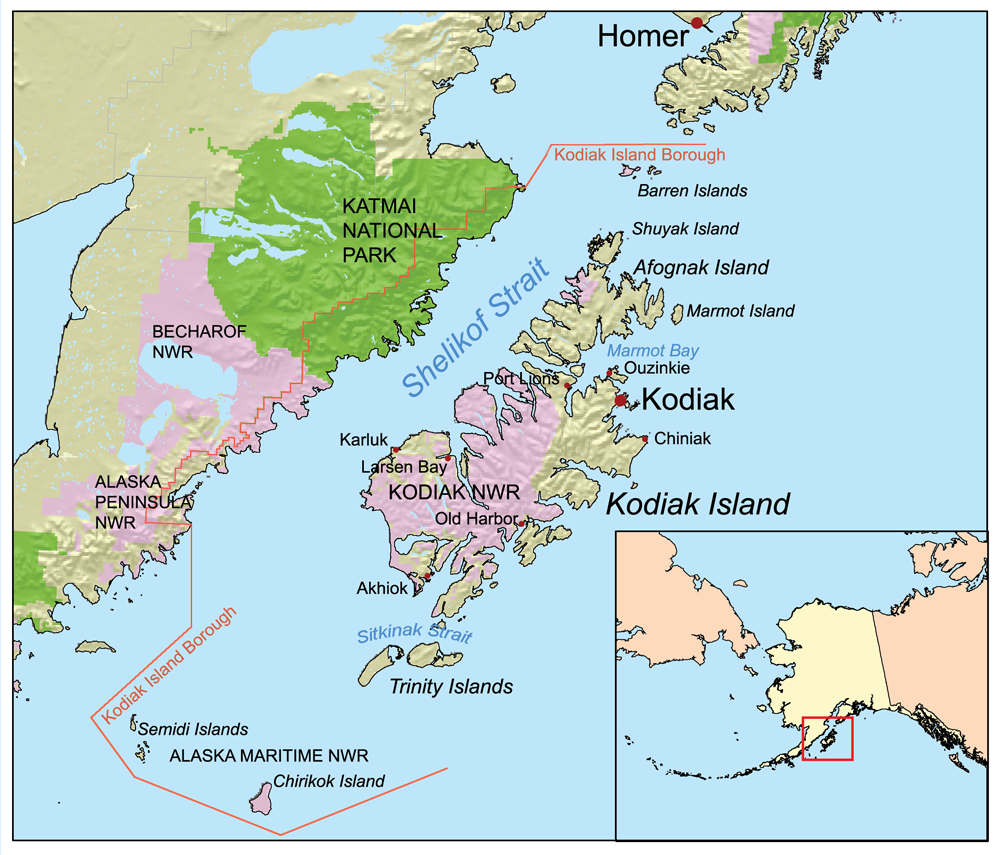
コディアック島内の位置

## 歴史
ヨーロッパ人が到来する以前のコディアックの主な住民は、ユピク系のアルティイク人であった。現在でもコディアックには多くのアルティイク人が居住している。1740年代頃からは現在のアラスカにロシア人が多く訪れるようになり、現在のコディアック周辺にもロシア人が到達した。1784年にはグリゴリイ・シェリホフ率いる探検隊がコディアック島を訪れ、スリー・セインツ湾（Three Saints Bay）沿岸に最初の入植地を建設した。さらに1790年にアレクサンドル・バラノフが島の北東に居住地を建設したが、これが後のコディアック市の原型となった。
1867年にアラスカがロシアからアメリカ合衆国に売却されると、コディアックにもアメリカ合衆国からの入植者が居住するようになった。第2次世界大戦中にはコディアック周辺に複数の軍事基地が建設され、日本軍に占領されていたキスカ島及びアッツ島奪回に向けた前哨基地となった。
なお、コディアックは記録上数回、大規模な自然災害を経験している。1912年にはアラスカ本土のノヴァルプタ山が噴火し、コディアック市は大きな被害を受けた。また、1964年の大アラスカ地震の際にはコディアック市を津波が襲い、市に壊滅的な打撃を与えた。

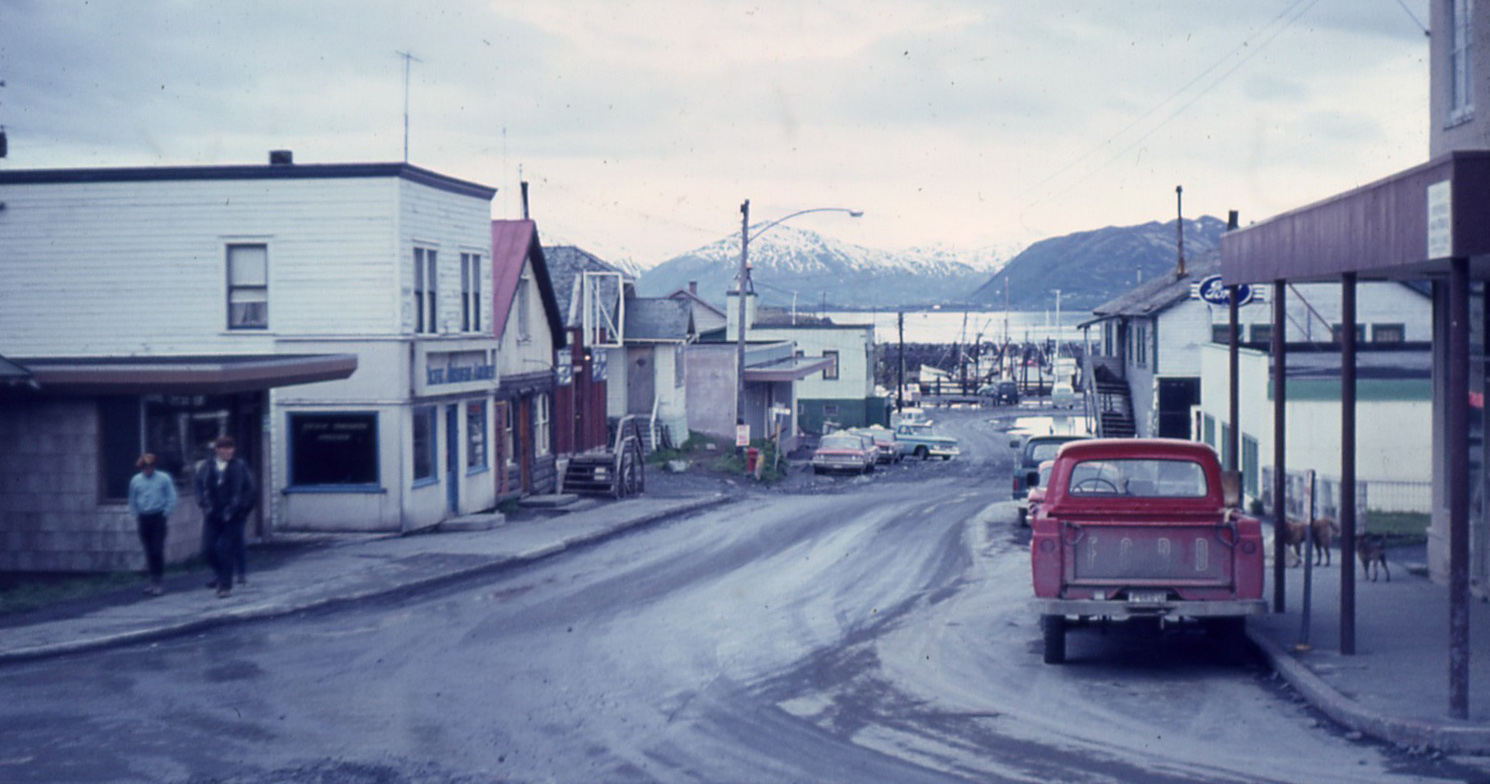
1965年のコディアック市街

## 民族構成
2020年アメリカ合衆国国勢調査によれば、コディアック市の人口の43パーセントはアジア系アメリカ人だった。その大半はフィリピン系だった。水産業の労働力となっている。

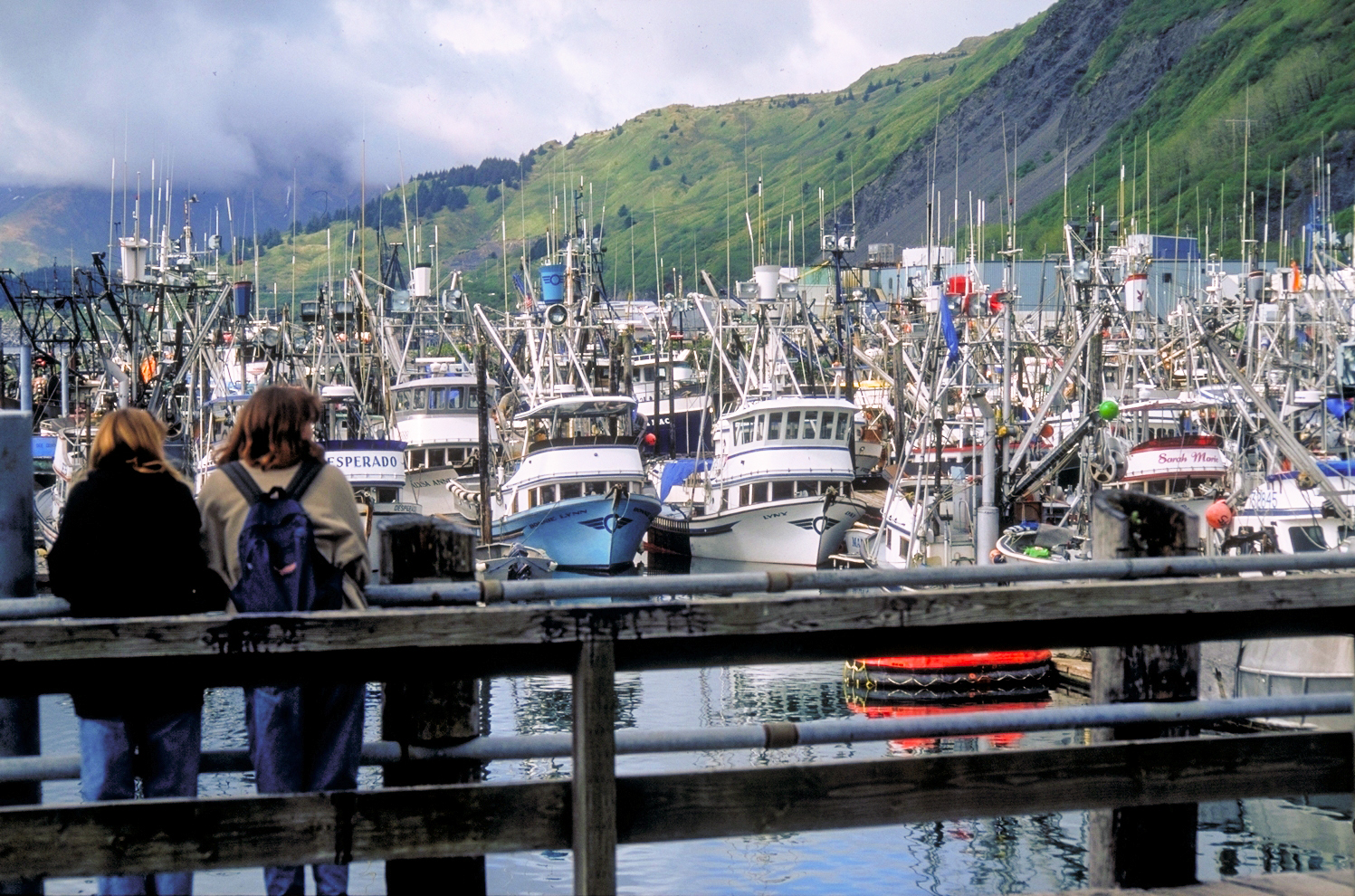
コディアック港

## 気候
コディアックの気候は海洋性で、1年を通して降雨が多く、冬季もアラスカ州のほかの内陸部の都市と比較して非常に温暖であり、真冬でも雪ではなく雨の降る日も多い。また、夏は冷涼であり異常な高温になることも少なく気候が安定している。そのため周辺では樹木が繁茂し、市の愛称であるAlaska's Emerald Isle（アラスカの翠玉の島）の由来となっている。

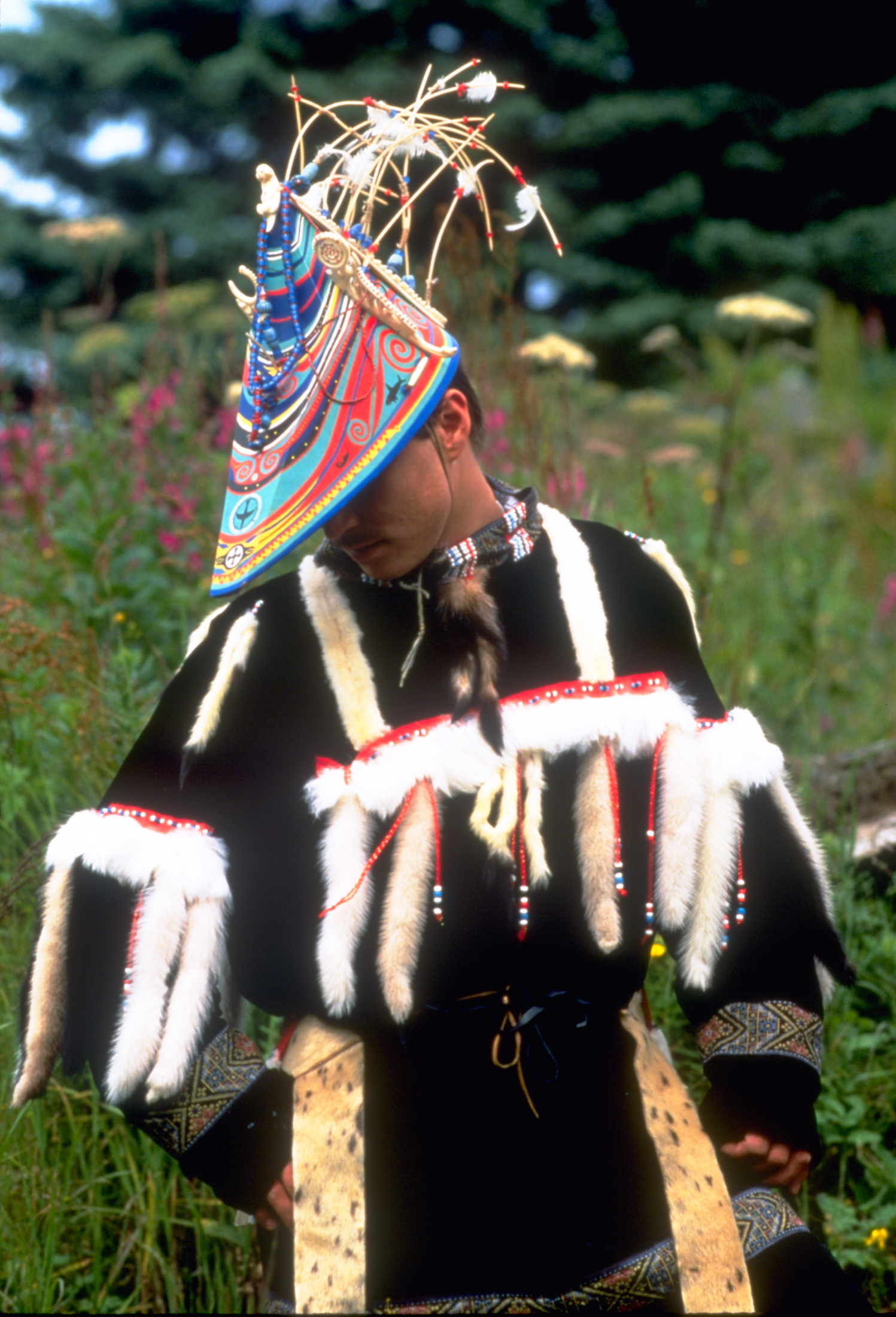
アルティイク人の踊り手

| コディアックの気候                      | コディアックの気候 | コディアックの気候 | コディアックの気候 | コディアックの気候 | コディアックの気候 | コディアックの気候 | コディアックの気候 | コディアックの気候 | コディアックの気候 | コディアックの気候 | コディアックの気候 | コディアックの気候 | コディアックの気候 |
| 月                                      | 1月                | 2月                | 3月                | 4月                | 5月                | 6月                | 7月                | 8月                | 9月                | 10月               | 11月               | 12月               | 年                 |
| --------------------------------------- | ------------------ | ------------------ | ------------------ | ------------------ | ------------------ | ------------------ | ------------------ | ------------------ | ------------------ | ------------------ | ------------------ | ------------------ | ------------------ |
| 最高気温記録 °C （°F）                  | 12 (54)            | 16 (60)            | 14 (57)            | 21 (70)            | 27 (80)            | 30 (86)            | 28 (82)            | 29 (84)            | 27 (80)            | 23 (74)            | 16 (60)            | 17 (62)            | 30 (86)            |
| 平均最高気温 °C （°F）                  | 1.7 (35.0)         | 2.3 (36.1)         | 3.8 (38.9)         | 6.5 (43.7)         | 9.7 (49.5)         | 13.1 (55.6)        | 15.8 (60.5)        | 16.6 (61.9)        | 13.7 (56.6)        | 8.4 (47.2)         | 4.4 (39.9)         | 2.4 (36.4)         | 8.2 (46.8)         |
| 日平均気温 °C （°F）                    | −1.2 (29.9)        | −0.8 (30.5)        | 0.5 (32.9)         | 3.1 (37.5)         | 6.4 (43.5)         | 9.8 (49.6)         | 12.4 (54.4)        | 12.9 (55.2)        | 10 (50.0)          | 4.8 (40.7)         | 1.3 (34.4)         | −0.7 (30.8)        | 4.9 (40.8)         |
| 平均最低気温 °C （°F）                  | −4.1 (24.7)        | −3.9 (24.9)        | −2.8 (26.9)        | −0.3 (31.4)        | 3.1 (37.5)         | 6.4 (43.6)         | 9 (48.2)           | 9.1 (48.4)         | 6.3 (43.4)         | 1.2 (34.2)         | −1.8 (28.8)        | −3.8 (25.2)        | 1.6 (34.8)         |
| 最低気温記録 °C （°F）                  | −27 (−16)          | −24 (−12)          | −21 (−6)           | −14 (7)            | −8 (18)            | −1 (30)            | 2 (35)             | 1 (34)             | −3 (26)            | −14 (7)            | −18 (0)            | −23 (−9)           | −27 (−16)          |
| 降水量 mm （inch）                      | 207.5 (8.17)       | 145.3 (5.72)       | 132.6 (5.22)       | 139.2 (5.48)       | 160.3 (6.31)       | 136.7 (5.38)       | 104.6 (4.12)       | 113.8 (4.48)       | 199.1 (7.84)       | 212.3 (8.36)       | 168.4 (6.63)       | 194.1 (7.64)       | 1,913.9 (75.35)    |
| 降雪量 cm （inch）                      | 39.6 (15.6)        | 44.5 (17.5)        | 31.2 (12.3)        | 18.8 (7.4)         | 1.5 (.6)           | 0 (0)              | 0 (0)              | 0 (0)              | 0 (0)              | 5.6 (2.2)          | 18 (7.1)           | 37.8 (14.9)        | 197.1 (77.6)       |
| 平均降水日数                            | 17                 | 16                 | 16                 | 16                 | 17                 | 15                 | 15                 | 14                 | 16                 | 16                 | 16                 | 17                 | 191                |
| 出典1：The Weather Channel (極値・降水) |                    |                    |                    |                    |                    |                    |                    |                    |                    |                    |                    |                    |                    |
| 出典2：Climate Zone (他)                |                    |                    |                    |                    |                    |                    |                    |                    |                    |                    |                    |                    |                    |